# Eciton rapax
Eciton rapax är en myrart som beskrevs av Smith 1855. Eciton rapax ingår i släktet Eciton och familjen myror. Inga underarter finns listade i Catalogue of Life.